# ブラッキー&カヌート
『ブラッキー&カヌート』（原題：Blackie & Kanuto）は、2012年に公開されたスペイン、フランスとイタリアのアニメーション映画である。監督はフランシス・ニールセンが務めた。バロイコ、ルミック・スタジオ、フィルム・インベストメント・ピードモント、アートメルとタラペが製作。